# Mario Arisio
Pour les articles homonymes, voir Arisio.
Mario Arisio (Turin, 5 juillet 1885 - Rome, 7 juillet 1950) était un général italien.
Après avoir servi pendant la guerre italo-turque et la Première Guerre mondiale, il a atteint le sommet de l'armée royale (Regio Esercito) pendant la Seconde Guerre mondiale. Il a servi comme commandant de la 7e armée pendant les événements tragiques qui ont suivi l'armistice du 8 septembre 1943.

## Biographie
Il est né à Turin le 5 juillet 1885, et après avoir fréquenté l'Académie royale militaire de Modène, il a été nommé sous-lieutenant (sottotenente) d'infanterie en 1906. Il a participé à la campagne de Libye en 1911-1913 et à la Première Guerre mondiale en 1915-1918.
En 1926, il est promu au grade de colonel (colonnello) et prend successivement le commandement du 231e régiment, de l'École centrale d'infanterie et, en 1934, du 39e régiment d'infanterie "Bologne". Le 11 mars 1935, il devient général de brigade (Generale di brigata) et prend le commandement de la XIXe brigade d'infanterie "Gavinana II", cette unité ayant été envoyée en Érythrée pour participer à la guerre d'Éthiopie (campagne d'Abyssinie). Après la fin du conflit, il prend le commandement de l'unité une fois rentrée en Italie, et le conserve même lorsque la brigade est transformée en 19e division d'infanterie "Gavinana". Le 1er janvier 1937, il est promu au grade de général de division (generale di divisione) et, au cours de l'année 1938, il prend le commandement de la 28e division d'infanterie "Vespri", qui devient la 28e division d'infanterie "Aosta" en 1939. La même année, il quitte ce poste et prend le commandement de la 4e division d'infanterie "Livorno", puis de la 52e division d'infanterie "Torino".
Lorsque le royaume d'Italie entre en guerre le 10 juin 1940, il commande le IIIe corps d'armée déployé sur le front alpin français, secteur Alta Roja-Gessi, au sein de la 1re armée du général Pietro Pintor. Après avoir signé l'armistice avec la France (armistice du 24 juin 1940, appelé aussi Armistice de Villa Incisa), l'Italie attaque la Grèce le 28 octobre suivant, en partant de l'Albanie. Après des succès initiaux, les troupes grecques contre-attaquent, mettant les divisions du général Sebastiano Visconti Prasca en sérieuse difficulté. En novembre, le IIIe corps d'armée est transféré sur le front gréco-albanais, opérant au sein de la 9e armée du général Mario Vercellino (remplacé ensuite par le général Alessandro Pirzio Biroli), participant aux opérations de guerre jusqu'en mai 1941. Au cours des opérations contre la Grèce, il alla jusqu'à demander le rapatriement de trois bataillons appartenant à la milice volontaire pour la sécurité nationale (Milizia Volontaria per la Sicurezza Nazionale - MVSN), car ils ne faisaient preuve d'aucune combativité. Le 1er juillet 1941, il fut élevé au rang de général de corps d'armée et prit le commandement du XIIe corps d'armée dont le quartier général se trouvait à Palerme.
Après le début des opérations sur le front oriental et la création du corps expéditionnaire italien en Russie (Corpo di spedizione italiano in Russia - CSIR), son nom est inscrit sur une liste de quatre généraux (les autres étant Francesco Zingales, Giovanni Messe, Giovanni Magli), parmi lesquels Zingales est finalement choisi comme commandant du CSIR. Le 10 octobre 1942, il reçoit le titre de Commandeur de l'Ordre militaire de Savoie.
Lorsque les Anglo-Américains débarquent en Sicile (opération Husky) le 9 juillet 1943, il commande le XIIe corps d'armée déployé en Sicile occidentale, qui opère dans le cadre de la 6e armée du général Alfredo Guzzoni, mais n'est que marginalement impliqué dans les combats. Le 12 juillet, il laisse le commandement du XIIe corps d'armée au général Zingales, et le 1er août suivant, il prend le commandement de la 7e armée, en remplacement du général Adalberto di Savoia-Genova, duc de Bergame. L'armée, qui avait son quartier général à Potenza, était composée du XXXIe corps d'armée stationné en Calabre (Général Camillo Mercalli), du XIXe corps d'armée stationné en Campanie (général Riccardo Pentimalli) et du IXe corps d'armée (général Roberto Lerici) stationné dans les Pouilles. Le 20 août, il est nommé général d'armée (generale designato d'armata) et, dès les premiers jours de septembre, il entre en action contre les troupes britanniques, qui ont traversé le détroit de Messine et débarqué sur la côte calabraise. Une première contre-attaque prévue par le commandant du XXXIe corps d'armée, (le général Camillo Mercalli) est étouffée dans l'œuf en raison de la retraite des troupes allemandes appartenant au 29. Panzergrenadier-Division du général Walter Fries qui, obéissant aux ordres du Generalfeldmarschall (maréchal) Albert Kesselring, se rend à Castrovillari afin de couvrir le golfe de Tarente d'un éventuel débarquement allié. Il protesta immédiatement auprès de l'état-major général à Rome au sujet du comportement de Kesselring, mais ne reçut qu'une réponse interlocutoire, considérant comme acquis que les troupes allemandes agissaient indépendamment des commandements italiens.
Après l'armistice du 8 septembre 1943 (armistice de Cassibile), il donne l'ordre à ses troupes de ne pas combattre les Alliés et de se replier sans combat sur la ligne Pollino, afin d'éviter de nouvelles pertes parmi ses hommes. Se sentant trahi et humilié par l'armistice, il assure au commandement allemand qu'il continuera à coopérer, donnant l'ordre de remettre ses armes lourdes afin d'éviter le désarmement complet de ses troupes. [Cependant, à 00h00 le 9, il reçoit des instructions détaillées de l'état-major du Regio Esercito, confirmant la suspension des hostilités contre les Anglo-Américains ; la réaction, selon le "Memoir OP 44", aux actes hostiles allemands ; le rassemblement et la préparation à l'emploi de toutes les unités qui ne sont pas déjà affectées à des tâches spécifiques ; la collecte et la concentration de tous les matériaux. A 1 heure du matin, il donne donc des ordres aux trois corps d'armée dépendants (c'est-à-dire de s'opposer, même par les armes, aux tentatives de désarmement des troupes allemandes) mais quitte Potenza, se rendant à Francavilla Fontana avec la plupart de son état-major. Le 13, les troupes allemandes se présentent au quartier général de la 7e armée, mais elles n'y trouvent que le colonel Giovanni Faccin, sous-chef d'état-major de l'armée, qui préfère se suicider plutôt que de se rendre. Arisio conserve le commandement de la 7e armée pendant un certain temps, avant de le quitter officiellement le 19 janvier 1944.
Il est placé dans la réserve le 30 juin 1947. Rappelé au service à la même date jusqu'au 29 février 1948. Il est mort à Rome en 1950 .

## Décorations
- Commandeur de l'ordre militaire de Savoie - arrêté royal du 10 octobre 1942
- Médaille d'argent de la valeur militaire

- Commandant d'un corps d'armée déjà longuement éprouvé au cours d'une campagne âpre et difficile, il a, par une action de commandement efficace, préparé ses esprits et ses moyens à la contre-offensive prévue, puis l'a conduit, avec une singulière habileté, à la reconquête écrasante et victorieuse du Korcian. - Front grec, avril 1941-XIX.
- Arrêté royal du 24 juillet 1942
- Médaille de bronze de la valeur militaire

- Au cours de la préparation et de l'exécution d'une importante opération offensive, il a pu aider le commandement dont il avait la charge de manière louable, en faisant preuve d'une assiduité, d'une disponibilité et d'une compétence infatigables, et en effectuant des reconnaissances difficiles et dangereuses. En tant qu'officier de liaison, au cours d'un combat, il a fait preuve de perspicacité pour rendre compte de la situation, et de calme et d'ardeur pour recueillir des informations dans une zone intensément battue par l'ennemi. - Doberdò, août-septembre 1916.
- Décret de la lieutenance 1er juillet 1917
- Chevalier de l'ordre de la Couronne d'Italie
- Officier de l'ordre de la Couronne d'Italie - arrêté royal du 18 avril 1932[16]

- Commandeur de l'ordre de la Couronne d'Italie
- Grand officier de l'ordre de la Couronne d'Italie - décret royal du 27 octobre 1940[17]

## Source
- (it) Cet article est partiellement ou en totalité issu de l’article de Wikipédia en italien intitulé « Mario Arisio » (voir la liste des auteurs).